# Squash-Mannschaftsweltmeisterschaft der Frauen 1985
Die 4. Mannschafts-Weltmeisterschaft der Frauen (englisch 1985 Women's World Team Squash Championships) fand vom 2. bis 7. September 1985 in Dublin, Irland, statt. Insgesamt nahmen 14 Mannschaften teil, Finnland und Hongkong gaben ihr Debüt.
England gewann seinen ersten Weltmeistertitel als eigenständige Nation, nachdem es im Endspiel Neuseeland mit 2:1 geschlagen hatte. Für Neuseeland war es der erste Finaleinzug bei der insgesamt dritten Teilnahme. Platz drei sicherte sich Titelverteidiger Australien gegen Gastgeber Irland. Deutschland schloss das Turnier auf dem 13. Platz ab.

## Modus
Die teilnehmenden Mannschaften wurden gemäß ihrer Ergebnisse von der letzten Austragung für die Vorrunde in vier Gruppen gelost. Die beiden jeweils bestplatzierten Mannschaften zogen in die Hauptrunde ein, die aus zwei Gruppen bestand. Innerhalb der Gruppen wurde jeweils im Round-Robin-Modus gespielt. Die beiden bestplatzierten Mannschaften der beiden Hauptrundengruppen zogen ins Halbfinale ein.
Alle Mannschaften bestanden aus mindestens drei und höchstens vier Spielern, die in der Reihenfolge ihrer Spielstärke gemeldet werden mussten. Pro Begegnung wurden drei Einzelpartien bestritten. Eine Mannschaft hatte gewonnen, wenn ihre Spieler zwei der Einzelpartien gewinnen konnten. Die Spielreihenfolge der einzelnen Partien war unabhängig von der Meldereihenfolge der Spieler.

## Ergebnisse

### Vorrunde

#### Gruppe A
| Rang | Land       | Sp. | S | N | Sp.-Diff. | Punkte |
| ---- | ---------- | --- | - | - | --------- | ------ |
| 1    | Australien | 2   | 2 | 0 | 6:0       | 4      |
| 2    | Kanada     | 2   | 1 | 1 | 3:3       | 2      |
| 3    | Simbabwe   | 2   | 0 | 2 | 0:6       | 0      |

| Australien | – | Kanada   | 3:0 |
| Australien | – | Simbabwe | 3:0 |
| Kanada     | – | Simbabwe | 3:0 |

#### Gruppe B
| Rang | Land        | Sp. | S | N | Sp.-Diff. | Punkte |
| ---- | ----------- | --- | - | - | --------- | ------ |
| 1    | England     | 3   | 3 | 0 | 9:0       | 6      |
| 2    | Niederlande | 3   | 2 | 1 | 6:3       | 4      |
| 3    | Schweden    | 3   | 1 | 2 | 2:7       | 2      |
| 4    | Wales       | 3   | 0 | 3 | 1:8       | 0      |

| England     | – | Niederlande | 3:0 |
| England     | – | Schweden    | 3:0 |
| England     | – | Wales       | 3:0 |
| Niederlande | – | Schweden    | 3:0 |
| Niederlande | – | Wales       | 3:0 |
| Schweden    | – | Wales       | 2:1 |

#### Gruppe C
| Rang | Land        | Sp. | S | N | Sp.-Diff. | Punkte |
| ---- | ----------- | --- | - | - | --------- | ------ |
| 1    | Neuseeland  | 3   | 3 | 0 | 9:0       | 6      |
| 2    | Schottland  | 3   | 2 | 1 | 6:3       | 4      |
| 3    | Finnland    | 3   | 1 | 2 | 2:7       | 2      |
| 4    | Deutschland | 3   | 0 | 3 | 1:8       | 0      |

| Neuseeland | – | Schottland  | 3:0 |
| Neuseeland | – | Finnland    | 3:0 |
| Neuseeland | – | Deutschland | 3:0 |
| Schottland | – | Finnland    | 3:0 |
| Schottland | – | Deutschland | 3:0 |
| Finnland   | – | Deutschland | 2:1 |

#### Gruppe D
| Rang | Land               | Sp. | S | N | Sp.-Diff. | Punkte |
| ---- | ------------------ | --- | - | - | --------- | ------ |
| 1    | Irland             | 2   | 2 | 0 | 6:0       | 4      |
| 2    | Vereinigte Staaten | 2   | 1 | 1 | 2:4       | 2      |
| 3    | Hongkong           | 2   | 0 | 2 | 1:5       | 0      |

| Irland             | – | Vereinigte Staaten | 3:0 |
| Irland             | – | Hongkong           | 3:0 |
| Vereinigte Staaten | – | Hongkong           | 2:1 |

### Hauptrunde

#### Gruppe A
| Rang | Land               | Sp. | S | N | Sp.-Diff. | Punkte |
| ---- | ------------------ | --- | - | - | --------- | ------ |
| 1    | Neuseeland         | 3   | 3 | 0 | 7:2       | 6      |
| 2    | Australien         | 3   | 2 | 1 | 7:2       | 4      |
| 3    | Vereinigte Staaten | 3   | 1 | 2 | 3:6       | 2      |
| 4    | Niederlande        | 3   | 0 | 3 | 1:8       | 0      |

| Neuseeland         | – | Australien         | 2:1 |
| Neuseeland         | – | Vereinigte Staaten | 3:0 |
| Neuseeland         | – | Niederlande        | 2:1 |
| Australien         | – | Vereinigte Staaten | 3:0 |
| Australien         | – | Niederlande        | 3:0 |
| Vereinigte Staaten | – | Niederlande        | 3:0 |

#### Gruppe B
| Rang | Land       | Sp. | S | N | Sp.-Diff. | Punkte |
| ---- | ---------- | --- | - | - | --------- | ------ |
| 1    | England    | 3   | 3 | 0 | 8:1       | 6      |
| 2    | Irland     | 3   | 2 | 1 | 4:5       | 4      |
| 3    | Kanada     | 3   | 1 | 2 | 4:5       | 2      |
| 4    | Schottland | 3   | 0 | 3 | 2:7       | 0      |

| England | – | Irland     | 3:0 |
| England | – | Kanada     | 2:1 |
| England | – | Schottland | 3:0 |
| Irland  | – | Kanada     | 2:1 |
| Irland  | – | Schottland | 2:1 |
| Kanada  | – | Schottland | 2:1 |

### Halbfinale
| Neuseeland | – | Irland     | 3:0 |
| England    | – | Australien | 2:1 |

### Finale
| England                                                       | Finale | Neuseeland                                                   |
| ------------------------------------------------------------- | --- | ------------------------------------------------------------ |
| Team Martine Le Moignan Lisa Opie Alison Cumings Lucy Soutter | Datum: 7. September 1985 Ort: Dublin \| Martine Le Moignan \| 9:3, 1:9, 2:9, 8:10 \| Susan Devoy \| \| Lucy Soutter \| 9:5, 9:7, 9:2 \| Robyn Blackwood \| \| Alison Cumings \| 9:6, 9:4, 9:5 \| Donna Gurran \| Resultat: 2:1 | Team Susan Devoy Robyn Blackwood Donna Gurran Jillian Oakley |
| Martine Le Moignan                                            | 9:3, 1:9, 2:9, 8:10 | Susan Devoy                                                  |
| Lucy Soutter                                                  | 9:5, 9:7, 9:2 | Robyn Blackwood                                              |
| Alison Cumings                                                | 9:6, 9:4, 9:5 | Donna Gurran                                                 |

## Abschlussplatzierungen
| Rang | Mannschaft         |
| 01.  | England            |
| 02.  | Neuseeland         |
| 03.  | Australien         |
| 04.  | Irland             |
| 05.  | Kanada             |
| 06.  | Schottland         |
| 07.  | Vereinigte Staaten |
| 08.  | Niederlande        |

| Rang | Mannschaft     |
| 09.  | Finnland       |
| 10.  | Hongkong       |
| 11.  | Wales          |
| 12.  | Schweden       |
| 13.  | BR Deutschland |
| 14.  | Simbabwe       |